# Manggilan
Manggilan is een bestuurslaag in het regentschap Empat Lawang van de provincie Zuid-Sumatra, Indonesië. Manggilan telt 959 inwoners (volkstelling 2010).